# Dolščaki
Dolščaki so naselje v Občini Velike Lašče.